# Как Хашим был большим
Как Хаши́м был большим — советский детский цветной художественный фильм, выпущенный в 1976 году киностудией «Узбекфильм» по заказу Гостелерадио СССР. Снят по мотивам повести Худайберды Тухтабаева «Волшебная шапка».

## Сюжет
Ученик четвёртого класса Хашим не отличался ни успехами по дому, ни хозяйственностью, однако любил бездельничать и хвастать. Волшебница матушка Лень и её сыновья Незнай и Зазнай уговаривают его вообще не ходить в школу и убежать с ними из дома. Хашим просит их сделать его взрослым, что они и исполняют.
Став взрослым, Хашим попробовал свои силы в качестве агронома, артиста, повара, парикмахера, портного, но ни в одной профессии он не добился успеха. Отчаявшись, Хашим просит снова сделать его маленьким, но волшебники отказываются его расколдовывать. Тогда Хашим возвращается домой таким, какой есть, но там его никто, кроме сестры и матери, не узнаёт.
Хашиму ничего не остаётся, как, оставаясь взрослым, идти в школу и прилежно учиться, а дома — помогать по хозяйству. Тогда чары пропадают, Хашим снова становится мальчиком, а матушка Лень с сыновьями исчезают, в поисках новых лодырей и лентяев.

## В ролях
- Рустам Туляганов — Хашим-ребёнок
- Хайрулла Сагдиев — Хашим-взрослый
- Раджаб Адашев — Незнай, сын Лени
- Шухрат Иргашев — Зазнай, сын Лени
- Уктам Лукманова — мама Хашима
- Максуд Мансуров — Атаджан-ака, учитель
- Наиля Ташкенбаева — матушка Лень
- Гузаль Хамраева — Айша, сестра Хашима
- Максуд Атабаев — милиционер
- Анатолий Кабулов — режиссёр театра
- Яхьё Файзуллаев — бригадир колхозников
- Максум Юсупов — директор театра
- Учкун Рахманов — клиент швейной мастерской